# Tipula (Lunatipula) bifasciculata
Tipula (Lunatipula) bifasciculata is een tweevleugelige uit de familie langpootmuggen (Tipulidae). De soort komt voor in het Palearctisch gebied.